# Elisabetta di Waldeck e Pyrmont
Principessa Elisabetta di Waldeck e Pyrmont (in tedesco: Prinzessin Luise Elisabeth Hermine Erika Pauline zu Waldeck und Pyrmont; Bad Arolsen, 6 settembre 1873 – Bensheim, 23 novembre 1961) fu la figlia più giovane di Giorgio Vittorio, Principe di Waldeck e Pyrmont e la moglie di Alessandro, II Principe di Erbach-Schönberg.

## Infanzia
Elisabetta nacque ad Arolsen, Waldeck e Pyrmont come settimo figlio e figlia minore di Giorgio Vittorio, Principe di Waldeck e Pyrmont (1831–1893), e sua moglie, la Principessa Elena di Nassau (1831–1888), figlia di Guglielmo, Duca di Nassau, lontano parente della Famiglia reale britannica attraverso sua madre, una discendente di Re Giorgio II di Gran Bretagna.
Era sorella di:
- Maria, Principessa Ereditaria di Württemberg (1857–1882) che sposò Guglielmo II di Württemberg.
- la Regina Emma dei Paesi Bassi (1858–1934) regina consorte di Guglielmo III dei Paesi Bassi.
- la Principessa Elena, Duchessa di Albany (1861–1922) che sposò il Principe Leopolde, Duca di Albany.
- Federico, Principe di Waldeck e Pyrmont (1865–1946), ultimo principe regnante di Waldeck e Pyrmont.

## Matrimonio e famiglia
Elisabetta sposò il 3 maggio 1900 ad Arolsen, Alessandro, Principe di Erbach-Schönberg (1872–1944), figlio maggiore di Gustavo, Principe di Erbach-Schönberg e della Principessa Maria di Battenberg.
Ebbero quattro figli:
- Principessa Imma di Erbach-Schönberg (11 maggio 1901 – 14 marzo 1947)
- Giorgio Luigi, Principe di Erbach-Schönberg (1º gennaio 1903 – 27 gennaio 1971)
- Principe Wilhelm di Erbach-Schönberg (4 giugno 1904 – 27 settembre 1946)
- Principessa Elena di Erbach-Schönberg (8 aprile 1907 – 16 aprile 1979)

Alla sua morte, fu l'ultima dei figli sopravvissuti del Principe Giorgio Vittorio e della Principessa Elena.

## Antenati
|                                         |                                       |                                                 | Genitori                                            |  |  | Nonni |  |  | Bisnonni                       |  |  | Trisnonni                                   |  |
|                                         |                                       |                                                 |                                                     |  |  |       |  |  | Giorgio I di Waldeck e Pyrmont |  |  | Carlo Augusto Federico di Waldeck e Pyrmont |  |
|                                         |                                       |                                                 |                                                     |  |  |       |  |  | Giorgio I di Waldeck e Pyrmont |  |  | Carlo Augusto Federico di Waldeck e Pyrmont |  |
|                                         |                                       | Cristiana Enrichetta del Palatinato-Zweibrücken |                                                     |  |  |       |  |  | Giorgio I di Waldeck e Pyrmont |  |  |                                             |  |
| Giorgio II di Waldeck e Pyrmont         |                                       |                                                 |                                                     |  |  |       |  |  | Giorgio I di Waldeck e Pyrmont |  |  |                                             |  |
|                                         |                                       | Augusta di Schwarzburg-Sondershausen            | Cristiano Günther III di Schwarzburg-Sondershausen  |  |  |       |  |  |                                |  |  |                                             |  |
|                                         |                                       | Augusta di Schwarzburg-Sondershausen            | Cristiano Günther III di Schwarzburg-Sondershausen  |  |  |       |  |  |                                |  |  |                                             |  |
|                                         |                                       | Augusta di Schwarzburg-Sondershausen            | Carlotta Guglielmina di Anhalt-Bernburg             |  |  |       |  |  |                                |  |  |                                             |  |
| Giorgio Vittorio di Waldeck e Pyrmont   |                                       | Augusta di Schwarzburg-Sondershausen            |                                                     |  |  |       |  |  |                                |  |  |                                             |  |
|                                         |                                       | Vittorio II di Anhalt-Bernburg-Schaumburg-Hoym  | Carlo di Anhalt-Bernburg-Schaumburg-Hoym            |  |  |       |  |  |                                |  |  |                                             |  |
|                                         |                                       | Vittorio II di Anhalt-Bernburg-Schaumburg-Hoym  | Carlo di Anhalt-Bernburg-Schaumburg-Hoym            |  |  |       |  |  |                                |  |  |                                             |  |
|                                         |                                       | Vittorio II di Anhalt-Bernburg-Schaumburg-Hoym  | Eleonora di Solms-Braunfels                         |  |  |       |  |  |                                |  |  |                                             |  |
| Emma di Anhalt-Bernburg-Schaumburg-Hoym |                                       | Vittorio II di Anhalt-Bernburg-Schaumburg-Hoym  |                                                     |  |  |       |  |  |                                |  |  |                                             |  |
|                                         |                                       | Amalia di Nassau-Weilburg                       | Carlo Cristiano di Nassau-Weilburg                  |  |  |       |  |  |                                |  |  |                                             |  |
|                                         |                                       | Amalia di Nassau-Weilburg                       | Carlo Cristiano di Nassau-Weilburg                  |  |  |       |  |  |                                |  |  |                                             |  |
|                                         |                                       | Amalia di Nassau-Weilburg                       | Carolina d'Orange-Nassau                            |  |  |       |  |  |                                |  |  |                                             |  |
| Elisabetta di Waldeck e Pyrmont         |                                       | Amalia di Nassau-Weilburg                       |                                                     |  |  |       |  |  |                                |  |  |                                             |  |
|                                         | Federico Guglielmo di Nassau-Weilburg | Carlo Cristiano di Nassau-Weilburg              |                                                     |  |  |       |  |  |                                |  |  |                                             |  |
|                                         | Federico Guglielmo di Nassau-Weilburg | Carlo Cristiano di Nassau-Weilburg              |                                                     |  |  |       |  |  |                                |  |  |                                             |  |
|                                         | Federico Guglielmo di Nassau-Weilburg | Carolina d'Orange-Nassau                        |                                                     |  |  |       |  |  |                                |  |  |                                             |  |
| Guglielmo di Nassau                     | Federico Guglielmo di Nassau-Weilburg |                                                 |                                                     |  |  |       |  |  |                                |  |  |                                             |  |
|                                         |                                       | Luisa Isabella di Kirchberg                     | Guglielmo Giorgio di Kirchberg, conte di Hachenburg |  |  |       |  |  |                                |  |  |                                             |  |
|                                         |                                       | Luisa Isabella di Kirchberg                     | Guglielmo Giorgio di Kirchberg, conte di Hachenburg |  |  |       |  |  |                                |  |  |                                             |  |
|                                         |                                       | Luisa Isabella di Kirchberg                     | Isabella Augusta di Reuss-Greiz                     |  |  |       |  |  |                                |  |  |                                             |  |
| Elena di Nassau                         |                                       | Luisa Isabella di Kirchberg                     |                                                     |  |  |       |  |  |                                |  |  |                                             |  |
|                                         |                                       | Paolo Federico di Württemberg                   | Federico I di Württemberg                           |  |  |       |  |  |                                |  |  |                                             |  |
|                                         |                                       | Paolo Federico di Württemberg                   | Federico I di Württemberg                           |  |  |       |  |  |                                |  |  |                                             |  |
|                                         |                                       | Paolo Federico di Württemberg                   | Augusta di Brunswick-Wolfenbüttel                   |  |  |       |  |  |                                |  |  |                                             |  |
| Paolina di Württemberg                  |                                       | Paolo Federico di Württemberg                   |                                                     |  |  |       |  |  |                                |  |  |                                             |  |
|                                         |                                       | Carlotta di Sassonia-Hildburghausen             | Federico di Sassonia-Altenburg                      |  |  |       |  |  |                                |  |  |                                             |  |
|                                         |                                       | Carlotta di Sassonia-Hildburghausen             | Federico di Sassonia-Altenburg                      |  |  |       |  |  |                                |  |  |                                             |  |
|                                         |                                       | Carlotta di Sassonia-Hildburghausen             | Carlotta di Meclemburgo-Strelitz                    |  |  |       |  |  |                                |  |  |                                             |  |
|                                         |                                       | Carlotta di Sassonia-Hildburghausen             |                                                     |  |  |       |  |  |                                |  |  |                                             |  |

## Titoli e appellativi
- 6 settembre 1873 – 3 maggio 1900: Sua Altezza Serenissima Principessa Elisabetta di Waldeck e Pyrmont
- 3 maggio 1900 – 18 agosto 1903: Sua Altezza Serenissima Contessa Alessandro di Erbach-Schönberg, Principessa di Waldeck e Pyrmont
- 18 agosto 1903 – 29 gennaio 1908: Sua Altezza Serenissima Principessa Alessandro di Erbach-Schönberg
- 29 gennaio 1908 – 23 novembre 1961: Sua Altezza Serenissima La Principessa di Erbach-Schönberg

## Fonti e note
- thePeerage.com - Luise Elisabeth Hermine Erica Pauline Prinzessin zu Waldeck und Pyrmont, su thepeerage.com.
- Genealogics - Leo van de Pas - Princess Elisabeth zu Waldeck und Pyrmont, su genealogics.org.
- The Royal House of Stuart, London, 1969, 1971, 1976 , Addington, A. C., Reference: 351